# Chelsea FC in het seizoen 2025/26
In het seizoen 2025/2026 komt Chelsea FC uit in de Engelse Premier League. In dit seizoen zal Chelsea ook weer uitkomen in de FA Cup en de EFL Cup. Tevens zal Chelsea uitkomen in de UEFA Champions League.

## Selectie 2025/2026

### Spelers
| Nr.           | Nat.                      | Naam               | Contract tot | Premier League | Premier League | Premier League | FA Cup     | FA Cup     | FA Cup     | League Cup | League Cup | League Cup | UEFA Champions League | UEFA Champions League | UEFA Champions League | Totaal     | Totaal     | Totaal     |
| Nr.           | Nat.                      | Naam               | Contract tot | W              |                | Assist         | W          |            | Assist     | W          |            | Assist     | W                     |                       | Assist                | W          |            | Assist     |
| Doelmannen    | Doelmannen                | Doelmannen         | Doelmannen   | Doelmannen     | Doelmannen     | Doelmannen     | Doelmannen | Doelmannen | Doelmannen | Doelmannen | Doelmannen | Doelmannen | Doelmannen            | Doelmannen            | Doelmannen            | Doelmannen | Doelmannen | Doelmannen |
| ------------- | ------------------------- | ------------------ | ------------ | -------------- | -------------- | -------------- | ---------- | ---------- | ---------- | ---------- | ---------- | ---------- | --------------------- | --------------------- | --------------------- | ---------- | ---------- | ---------- |
| 1             | Vlag van Spanje           | Robert Sánchez     | 2030         | 1              | 0              | 0              | 0          | 0          | 0          | 0          | 0          | 0          | 0                     | 0                     | 0                     | 1          | 0          | 0          |
| 12            | Vlag van Denemarken       | Filip Jörgensen    | 2031         | 0              | 0              | 0              | 0          | 0          | 0          | 0          | 0          | 0          | 0                     | 0                     | 0                     | 0          | 0          | 0          |
| 44            | Vlag van Verenigde Staten | Gabriel Slonina    | 2028         | 0              | 0              | 0              | 0          | 0          | 0          | 0          | 0          | 0          | 0                     | 0                     | 0                     | 0          | 0          | 0          |
| Verdedigers   |                           |                    |              |                |                |                |            |            |            |            |            |            |                       |                       |                       |            |            |            |
| 3             | Vlag van Spanje           | Marc Cucurella     | 2028         | 1              | 0              | 0              | 0          | 0          | 0          | 0          | 0          | 0          | 0                     | 0                     | 0                     | 1          | 0          | 0          |
| 4             | Vlag van Engeland         | Tosin Adarabioyo   | 2028         | 0              | 0              | 0              | 0          | 0          | 0          | 0          | 0          | 0          | 0                     | 0                     | 0                     | 0          | 0          | 0          |
| 5             | Vlag van Frankrijk        | Benoît Badiashile  | 2030         | 0              | 0              | 0              | 0          | 0          | 0          | 0          | 0          | 0          | 0                     | 0                     | 0                     | 0          | 0          | 0          |
| 6             | Vlag van Engeland         | Levi Colwill       | 2029         | 0              | 0              | 0              | 0          | 0          | 0          | 0          | 0          | 0          | 0                     | 0                     | 0                     | 0          | 0          | 0          |
| 21            | Vlag van Nederland        | Jorrel Hato        | 2032         | 0              | 0              | 0              | 0          | 0          | 0          | 0          | 0          | 0          | 0                     | 0                     | 0                     | 0          | 0          | 0'         |
| 23            | Vlag van Engeland         | Trevoh Chalobah    | 2028         | 1              | 0              | 0              | 0          | 0          | 0          | 0          | 0          | 0          | 0                     | 0                     | 0                     | 1          | 0          | 0          |
| 24            | Vlag van Engeland         | Reece James        | 2028         | 1              | 0              | 0              | 0          | 0          | 0          | 0          | 0          | 0          | 0                     | 0                     | 0                     | 1          | 0          | 0          |
| 27            | Vlag van Frankrijk        | Malo Gusto         | 2030         | 1              | 0              | 0              | 0          | 0          | 0          | 0          | 0          | 0          | 0                     | 0                     | 0                     | 1          | 0          | 0          |
| 29            | Vlag van Frankrijk        | Wesley Fofana      | 2029         | 0              | 0              | 0              | 0          | 0          | 0          | 0          | 0          | 0          | 0                     | 0                     | 0                     | 0          | 0          | 0'         |
| 30            | Vlag van Argentinië       | Aarón Anselmino    | 2031         | 0              | 0              | 0              | 0          | 0          | 0          | 0          | 0          | 0          | 0                     | 0                     | 0                     | 0          | 0          | 0          |
| 34            | Vlag van Engeland         | Josh Acheampong    | 2029         | 1              | 0              | 0              | 0          | 0          | 0          | 0          | 0          | 0          | 0                     | 0                     | 0                     | 1          | 0          | 0          |
| -             | Vlag van Frankrijk        | Axel Disasi        | 2029         | 0              | 0              | 0              | 0          | 0          | 0          | 0          | 0          | 0          | 0                     | 0                     | 0                     | 0          | 0          | 0'         |
| -             | Vlag van Portugal         | Renato Veiga       | 2031         | 0              | 0              | 0              | 0          | 0          | 0          | 0          | 0          | 0          | 0                     | 0                     | 0                     | 0          | 0          | 0'         |
| -             | Vlag van Engeland         | Ben Chilwell       | 2027         | 0              | 0              | 0              | 0          | 0          | 0          | 0          | 0          | 0          | 0                     | 0                     | 0                     | 0          | 0          | 0'         |
| -             | Vlag van Engeland         | Alfie Gilchrist    | 2026         | 0              | 0              | 0              | 0          | 0          | 0          | 0          | 0          | 0          | 0                     | 0                     | 0                     | 0          | 0          | 0'         |
| Middenvelders |                           |                    |              |                |                |                |            |            |            |            |            |            |                       |                       |                       |            |            |            |
| 8             | Vlag van Argentinië       | Enzo Fernández     | 2032         | 1              | 0              | 0              | 0          | 0          | 0          | 0          | 0          | 0          | 0                     | 0                     | 0                     | 1          | 0          | 0          |
| 14            | Vlag van Portugal         | Dário Essugo       | 2032         | 0              | 0              | 0              | 0          | 0          | 0          | 0          | 0          | 0          | 0                     | 0                     | 0                     | 0          | 0          | 0          |
| 17            | Vlag van Brazilië         | Andrey Santos      | 2030         | 1              | 0              | 0              | 0          | 0          | 0          | 0          | 0          | 0          | 0                     | 0                     | 0                     | 1          | 0          | 0          |
| 25            | Vlag van Ecuador          | Moisés Caicedo     | 2031         | 1              | 0              | 0              | 0          | 0          | 0          | 0          | 0          | 0          | 0                     | 0                     | 0                     | 1          | 0          | 0          |
| 37            | Vlag van Engeland         | Omari Kellyman     | 2030         | 0              | 0              | 0              | 0          | 0          | 0          | 0          | 0          | 0          | 0                     | 0                     | 0                     | 0          | 0          | 0          |
| 45            | Vlag van België           | Roméo Lavia        | 2030         | 0              | 0              | 0              | 0          | 0          | 0          | 0          | 0          | 0          | 0                     | 0                     | 0                     | 0          | 0          | 0          |
| -             | Vlag van Engeland         | Carney Chukwuemeka | 2028         | 0              | 0              | 0              | 0          | 0          | 0          | 0          | 0          | 0          | 0                     | 0                     | 0                     | 0          | 0          | 0          |
| -             | Vlag van Engeland         | Alex Matos         | 2026         | 0              | 0              | 0              | 0          | 0          | 0          | 0          | 0          | 0          | 0                     | 0                     | 0                     | 0          | 0          | 0          |
| Aanvallers    |                           |                    |              |                |                |                |            |            |            |            |            |            |                       |                       |                       |            |            |            |
| 7             | Vlag van Portugal         | Pedro Neto         | 2031         | 1              | 0              | 0              | 0          | 0          | 0          | 0          | 0          | 0          | 0                     | 0                     | 0                     | 1          | 0          | 0          |
| 9             | Vlag van Engeland         | Liam Delap         | 2031         | 1              | 0              | 0              | 0          | 0          | 0          | 0          | 0          | 0          | 0                     | 0                     | 0                     | 1          | 0          | 0          |
| 10            | Vlag van Engeland         | Cole Palmer        | 2033         | 1              | 0              | 0              | 0          | 0          | 0          | 0          | 0          | 0          | 0                     | 0                     | 0                     | 1          | 0          | 0          |
| 11            | Vlag van Engeland         | Jamie Gittens      | 2032         | 1              | 0              | 0              | 0          | 0          | 0          | 0          | 0          | 0          | 0                     | 0                     | 0                     | 1          | 0          | 0          |
| 15            | Vlag van Senegal          | Nicolas Jackson    | 2033         | 0              | 0              | 0              | 0          | 0          | 0          | 0          | 0          | 0          | 0                     | 0                     | 0                     | 0          | 0          | 0          |
| 18            | Vlag van Frankrijk        | Christopher Nkunku | 2029         | 0              | 0              | 0              | 0          | 0          | 0          | 0          | 0          | 0          | 0                     | 0                     | 0                     | 0          | 0          | 0          |
| 20            | Vlag van Brazilië         | João Pedro         | 2033         | 1              | 0              | 0              | 0          | 0          | 0          | 0          | 0          | 0          | 0                     | 0                     | 0                     | 1          | 0          | 0          |
| 32            | Vlag van Engeland         | Tyrique George     | 2027         | 0              | 0              | 0              | 0          | 0          | 0          | 0          | 0          | 0          | 0                     | 0                     | 0                     | 0          | 0          | 0          |
| 41            | Vlag van Brazilië         | Estêvão            | 2033         | 1              | 0              | 0              | 0          | 0          | 0          | 0          | 0          | 0          | 0                     | 0                     | 0                     | 1          | 0          | 0          |
| -             | Vlag van Oekraïne         | Mykhailo Mudryk    | 2031         | 0              | 0              | 0              | 0          | 0          | 0          | 0          | 0          | 0          | 0                     | 0                     | 0                     | 0          | 0          | 0          |
| -             | Vlag van Engeland         | Raheem Sterling    | 2027         | 0              | 0              | 0              | 0          | 0          | 0          | 0          | 0          | 0          | 0                     | 0                     | 0                     | 0          | 0          | 0          |
| -             | Vlag van Ivoorkust        | David Datro Fofana | 2029         | 0              | 0              | 0              | 0          | 0          | 0          | 0          | 0          | 0          | 0                     | 0                     | 0                     | 0          | 0          | 0          |

Laatst bijgewerkt op 17 augustus 2025

## Transfers

### Zomer

#### Aangetrokken 2025/26
| Nat. | Naam               | Van                     | Bijzonderheden |
| ---- | ------------------ | ----------------------- | -------------- |
| BRA  | João Pedro         | Brighton & Hove Albion  | € 63.700.000   |
| ENG  | Jamie Gittens      | Borussia Dortmund       | € 56.000.000   |
| NED  | Jorrel Hato        | Ajax                    | € 44.180.000   |
| ENG  | Liam Delap         | Ipswich Town            | € 35.500.000   |
| BRA  | Estêvão            | Palmeiras               | € 34.000.000   |
| POR  | Dário Essugo       | Sporting CP             | € 22.270.000   |
| FRA  | Mamadou Sarr       | RC Strasbourg           | € 14.000.000   |
| ECU  | Kendry Páez        | Independiente del Valle | € 10.000.000   |
| FRA  | Axel Disasi        | Aston Villa             | Was verhuurd   |
| POR  | João Félix         | AC Milan                | Was verhuurd   |
| POR  | Renato Veiga       | Juventus                | Was verhuurd   |
| ENG  | Carney Chukwuemeka | Borussia Dortmund       | Was verhuurd   |
| ENG  | Ben Chilwell       | Crystal Palace          | Was verhuurd   |
| USA  | Caleb Wiley        | Watford                 | Was verhuurd   |
| ENG  | Alex Matos         | Oxford United           | Was verhuurd   |
| ENG  | Raheem Sterling    | Arsenal                 | Was verhuurd   |
| ENG  | Armando Broja      | Everton                 | Was verhuurd   |
| ESP  | Kepa Arrizabalaga  | Bournemouth             | Was verhuurd   |
| BRA  | Andrey Santos      | RC Strasbourg           | Was verhuurd   |
| SRB  | Đorđe Petrović     | RC Strasbourg           | Was verhuurd   |
| BEL  | Mike Penders       | Genk                    | Was verhuurd   |
| FRA  | Lesley Ugochukwu   | Southampton             | Was verhuurd   |
| ENG  | Bashir Humphreys   | Burnley                 | Was verhuurd   |
| ENG  | Alfie Gilchrist    | Sheffield United        | Was verhuurd   |
| WLS  | Eddie Beach        | Crawley Town            | Was verhuurd   |

#### Vertrokken 2025/26
| Nat. | Naam                  | Naar              | Bijzonderheden |
| ---- | --------------------- | ----------------- | -------------- |
| ENG  | Noni Madueke          | Arsenal           | € 56.000.000   |
| POR  | João Félix            | Al-Nassr          | € 30.000.000   |
| SRB  | Đorđe Petrović        | Bournemouth       | € 28.900.000   |
| FRA  | Lesley Ugochukwu      | Burnley           | € 28.700.000   |
| ENG  | Kiernan Dewsbury-Hall | Everton           | € 28.650.000   |
| ALB  | Armando Broja         | Burnley           | € 23.000.000   |
| FRA  | Mathis Amougou        | RC Strasbourg     | € 14.500.000   |
| ENG  | Bashir Humphreys      | Burnley           | € 14.000.000   |
| ESP  | Kepa Arrizabalaga     | Arsenal           | € 5.800.000    |
| ENG  | Marcus Bettinelli     | Manchester City   | € 2.400.000    |
| FIN  | Lucas Bergström       | RCD Mallorca      | Transfervrij   |
| WLS  | Eddie Beach           | Kilmarnock        | Transfervrij   |
| BEL  | Mike Penders          | RC Strasbourg     | Verhuurd       |
| FRA  | Mamadou Sarr          | RC Strasbourg     | Verhuurd       |
| ECU  | Kendry Páez           | RC Strasbourg     | Verhuurd       |
| ESP  | Marc Guiu             | Sunderland        | Verhuurd       |
| USA  | Caleb Wiley           | Watford           | Verhuurd       |
| ENG  | Jadon Sancho          | Manchester United | Was gehuurd    |

### Winter

#### Aangetrokken 2025/26
| Nat. | Naam              | Van    | Bijzonderheden |
| ---- | ----------------- | ------ | -------------- |
| BRA  | Deivid Washington | Santos | Was verhuurd   |

#### Vertrokken 2025/26
| Nat. | Naam | Naar | Bijzonderheden |
| ---- | ---- | ---- | -------------- |
|      |      |      |                |

## Wedstrijden

### Oefenwedstrijden
| Datum      | Wedstrijd                  | Uitslag |
| ---------- | -------------------------- | ------- |
| 08-08-2025 | Chelsea – Bayer Leverkusen | 2 – 0   |
| 10-08-2025 | Chelsea – AC Milan         | 4 – 1   |

### Premier League
| № | Datum      | Wedstrijd                        | Uitslag |
| - | ---------- | -------------------------------- | ------- |
| 1 | 17-08-2025 | Chelsea – Crystal Palace         | 0 – 0   |
| 2 | 23-08-2025 | West Ham United – Chelsea        | –       |
| 3 | 30-08-2025 | Chelsea – Fulham                 | –       |
| 4 | 13-09-2025 | Brentford – Chelsea              | –       |
| 5 | 20-09-2025 | Manchester United – Chelsea      | –       |
| 6 | 27-09-2025 | Chelsea – Brighton & Hove Albion | –       |

### FA Cup
| Ronde       | Datum      | Wedstrijd | Uitslag |
| ----------- | ---------- | --------- | ------- |
| Derde ronde | 11-01-2026 | Chelsea – | –       |

### League Cup
| Ronde       | Datum      | Wedstrijd | Uitslag |
| ----------- | ---------- | --------- | ------- |
| Derde ronde | 24-09-2025 | Chelsea – | –       |

### UEFA Champions League
| Ronde      | Wedstrijd | Datum            | Wedstrijd | Uitslag | Totaal |
| ---------- | --------- | ---------------- | --------- | ------- | ------ |
| Groepsfase | 1         | 16/17/18-09-2025 | Chelsea – | –       |        |
| Groepsfase | 2         | 30/01-09/10-2025 | – Chelsea | –       |        |
| Groepsfase | 3         | 21/22-10-2025    | Chelsea – | –       |        |
| Groepsfase | 4         | 04/05-11-2025    | – Chelsea | –       |        |
| Groepsfase | 5         | 25/26-11-2025    | – Chelsea | –       |        |
| Groepsfase | 6         | 09/10-12-2025    | Chelsea – | –       |        |
| Groepsfase | 7         | 20/21-01-2026    | – Chelsea | –       |        |
| Groepsfase | 8         | 28-01-2026       | Chelsea – | –       |        |

## Statistieken

### Tussenstand in Engelse Premier League
| Stand | Gespeeld | Gewonnen | Gelijk | Verloren | Punten | Doelpunten voor | Doelpunten tegen | Gele kaarten | Twee gele kaarten | Rode kaarten |
| ----- | -------- | -------- | ------ | -------- | ------ | --------------- | ---------------- | ------------ | ----------------- | ------------ |
| 8e    | 1        | 0        | 1      | 0        | 1      | 0               | 0                | 2            | 0                 | 0            |

### Punten, stand en doelpunten per speelronde
| Speelronde                            | 1  | 2 | 3 | 4 | 5 | 6 | 7 | 8 | 9 | 10 | 11 | 12 | 13 | 14 | 15 | 16 | 17 | 18 | 19 | 20 | 21 | 22 | 23 | 24 | 25 | 26 | 27 | 28 | 29 | 30 | 31 | 32 | 33 | 34 | 35 | 36 | 37 | 38 | Totaal |
| ------------------------------------- | -- | - | - | - | - | - | - | - | - | -- | -- | -- | -- | -- | -- | -- | -- | -- | -- | -- | -- | -- | -- | -- | -- | -- | -- | -- | -- | -- | -- | -- | -- | -- | -- | -- | -- | -- | ------ |
| Aantal punten per speelronde          | 1  |   |   |   |   |   |   |   |   |    |    |    |    |    |    |    |    |    |    |    |    |    |    |    |    |    |    |    |    |    |    |    |    |    |    |    |    |    | 1      |
| Aantal punten na speelronde           | 1  |   |   |   |   |   |   |   |   |    |    |    |    |    |    |    |    |    |    |    |    |    |    |    |    |    |    |    |    |    |    |    |    |    |    |    |    |    | 1      |
| Stand na speelronde                   | 8e |   |   |   |   |   |   |   |   |    |    |    |    |    |    |    |    |    |    |    |    |    |    |    |    |    |    |    |    |    |    |    |    |    |    |    |    |    | 8e     |
| Aantal doelpunten per speelronde      | 0  |   |   |   |   |   |   |   |   |    |    |    |    |    |    |    |    |    |    |    |    |    |    |    |    |    |    |    |    |    |    |    |    |    |    |    |    |    | 0      |
| Aantal tegendoelpunten per speelronde | 0  |   |   |   |   |   |   |   |   |    |    |    |    |    |    |    |    |    |    |    |    |    |    |    |    |    |    |    |    |    |    |    |    |    |    |    |    |    | 0      |
| Doelsaldo na speelronde               | 0  |   |   |   |   |   |   |   |   |    |    |    |    |    |    |    |    |    |    |    |    |    |    |    |    |    |    |    |    |    |    |    |    |    |    |    |    |    | 0      |

### Topscorers
| Nr.                           | Naam                          | Goal |
| ----------------------------- | ----------------------------- | ---- |
| 1.                            | Vlag van Engeland             |      |
| Eigen doelpunten tegenstander | Eigen doelpunten tegenstander | 0    |
| Totaal                        | Totaal                        | 0    |

| Nr.                           | Naam                          | Goal |
| ----------------------------- | ----------------------------- | ---- |
| 1.                            | Vlag van Engeland             |      |
| Eigen doelpunten tegenstander | Eigen doelpunten tegenstander | 0    |
| Totaal                        | Totaal                        | 0    |

| Nr.                           | Naam                          | Goal |
| ----------------------------- | ----------------------------- | ---- |
| 1.                            | Vlag van Engeland             |      |
| Eigen doelpunten tegenstander | Eigen doelpunten tegenstander | 0    |
| Totaal                        | Totaal                        | 0    |

| Nr.                           | Naam                          | Goal |
| ----------------------------- | ----------------------------- | ---- |
| 1.                            | Vlag van Engeland             |      |
| Eigen doelpunten tegenstander | Eigen doelpunten tegenstander | 0    |
| Totaal                        | Totaal                        | 0    |

Gedurende het seizoen verkocht of verhuurd

### Assists
| Nr.    | Naam              | Assist |
| ------ | ----------------- | ------ |
| 1.     | Vlag van Engeland |        |
| Totaal | Totaal            | 0      |

| Nr.    | Naam              | Assist |
| ------ | ----------------- | ------ |
| 1.     | Vlag van Engeland |        |
| Totaal | Totaal            | 0      |

| Nr.    | Naam              | Assist |
| ------ | ----------------- | ------ |
| 1.     | Vlag van Engeland |        |
| Totaal | Totaal            | 0      |

| Nr.    | Naam              | Assist |
| ------ | ----------------- | ------ |
| 1.     | Vlag van Engeland |        |
| Totaal | Totaal            | 0      |

Gedurende het seizoen verkocht of verhuurd